# يوهان ياكوب إيبرت
يوهان ياكوب إيبرت (بالألمانية: Johann Jacob Ebert ) (و. 1737 – 1805 م) هو رياضياتي، وصحفي، وكاتب عمومي، وعالم فلك، وأستاذ جامعي، وكاتب من ألمانيا . ولد في فروتسواف.
توفي في فيتنبرغ، عن عمر يناهز 68 عاماً.